# Комірші
Комірші́ (каз. Көмірші) — село у складі Райимбецького району Алматинської області Казахстану. Входить до складу Сарижазького сільського округу.
Населення — 581 особа (2021; 865 у 2009, 857 у 1999, 900 у 1989).